# Silicon Graphics

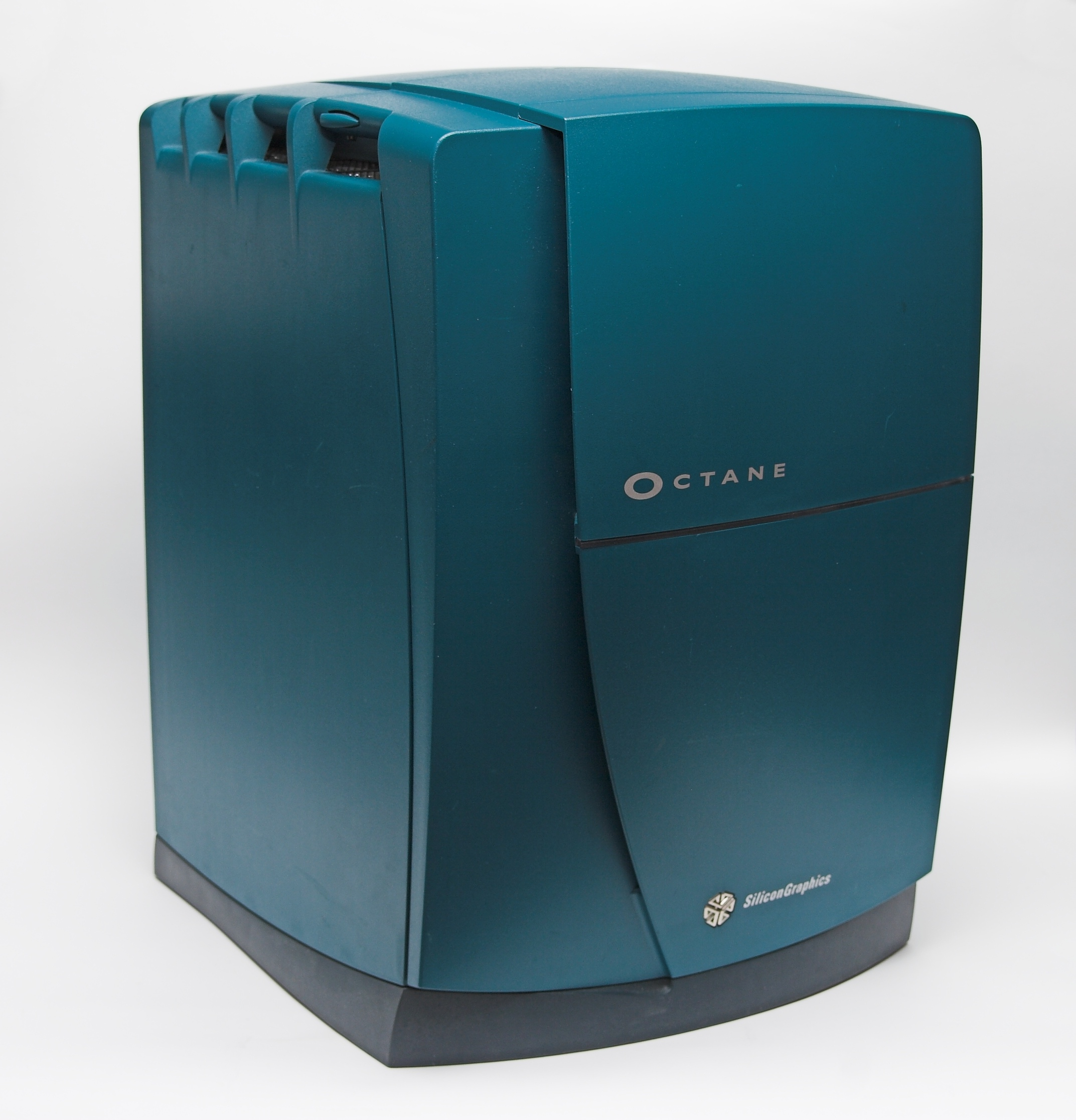
Estação de trabalho Octane

A Silicon Graphics, Inc. (atualmente SGI ou Silicon Graphics International, historicamente referido como Silicon Graphics Computer Systems ou SGCS) foi uma empresa norte-americana de soluções para computação de alto desempenho, incluindo hardware e software. Era conhecida por suas estações de trabalho de alto desempenho, que tiveram grande importância no campo de multimídia. 
Foi a criadora do sistema operacional IRIX, que roda em máquinas com processador MIPS.
Teve seus recursos tecnológicos utilizados na produção dos efeitos visuais do filme Jurassic Park, de Steven Spielberg, e na produção do hardware do videogame Nintendo 64 da Nintendo.
Um dos filmes mais conhecidos no qual foram utilizados computadores da Silicon Graphics foi Twister, onde os tornados criados artificialmente destruíam silos de cereais também artificiais.
A estação de trabalho Fuel da SGI pode ser acoplada a equipamentos de ultrassonografia para criar imagens tridimensionais do cérebro de fetos ainda no útero da mãe. As imagens têm excelente nitidez e precisão. 
A sede da SGI encontrava-se em Sunnyvale, na Califórnia; fora originalmente incorporada como corporação da Califórnia em novembro de 1981, e reincorporada como corporação de Delaware em janeiro de 1990. Em maio de 2006 a SGI pediu proteção por bancarrota sob o Capítulo 11, Título 11 do Código dos Estados Unidos. Em 2009 anunciou a venda dos seus bens à Rackable Systems, negócio finalizado a 11 de maio de 2009, com a Rackable assumindo o nome de "Silicon Graphics International".